# Pseudotrichonotus altivelis
Pseudotrichonotus altivelis är en fiskart som beskrevs av Yoshino och Araga, 1975. Pseudotrichonotus altivelis ingår i släktet Pseudotrichonotus och familjen Pseudotrichonotidae. Inga underarter finns listade i Catalogue of Life.